# Picos Acima
Picos Acima es una localidad caboverdiana del municipio de São Salvador do Mundo.

## Geografía
La localidad está situada en la isla Santiago.

## Organización territorial
La localidad abarca los lugares y barrios de:
- Banana
- Bombida
- Chã Cardoso
- Chã da Moura
- Chã Pa Riba
- Chã Varela
- Choupana
- Cobon Fernandes
- Cobon Pa Trás
- Crusinho
- Cruz de Papaia
- Cutelinho
- Cutelo Dia
- Cutelo Gomes
- Cutelo Vaz
- Demanda
- Denga
- Djigai
- Fundo Banana
- Gâmbia
- Lagido
- Legreto
- Lém Lopes
- Lém Rocha
- Lém Rubero
- Lugar Grande
- Mato Trás
- Midju Branco
- Papaínha
- Pé di Subida
- Pedra Barro
- Rotcha Belém
- Sarradinho
- Tomba Pilon